# Антонов, Фёдор Тихонович
Фёдор Ти́хонович Анто́нов (2 [15] ноября 1915 — 22 апреля 1988) — советский офицер, в годы Великой Отечественной войны командир 6-й гвардейской отдельной разведывательной роты 3-й гвардейской стрелковой дивизии 2-й гвардейской армии Южного фронта, гвардии младший лейтенант.
Герой Советского Союза (1.11.1943), майор запаса с 1955 года.

## Биография
Родился 2 (15) ноября 1915 года в деревне Слобода ныне Трубчевского района Брянской области в крестьянской семье. Русский. Образование неполное среднее, работал в колхозе. С 1934 года жил в Москве, работал штукатуром.
В Красной армии с 1939 года. Участник освободительного похода советских войск в Западную Украину и Западную Белоруссию 1939 года, советско-финской войны 1939—1940 годов. Окончил Ленинградское военное пехотное училище. Член ВКП(б) с 1943 года. Участник Великой Отечественной войны с 1941 года.
Командир 6-й гвардейской отдельной разведывательной роты (3-я гвардейская стрелковая дивизия, 2-я гвардейская армия, Южный фронт) гвардии младший лейтенант Фёдор Антонов 23 сентября 1943 года с группой разведчиков переправился через реку Молочная севернее города Мелитополя Запорожской области Украины и первым ворвался во вражескую траншею.
Уничтожив ряд гитлеровских огневых точек, и взяв в плен несколько солдат противника, группа, несмотря на неоднократные фашистские контратаки, удержала занятый рубеж.
Обеспечивая командование ценными сведениями о противнике, гвардии младший лейтенант Антонов Ф. Т. способствовал успешному прорыву вражеской обороны частями 3-й гвардейской стрелковой дивизии.
Указом Президиума Верховного Совета СССР от 1 ноября 1943 года за образцовое выполнение боевых заданий командования на фронте борьбы с немецко-фашистским захватчиками и проявленные при этом мужество и героизм гвардии младшему лейтенанту Антонову Фёдору Тихоновичу присвоено звание Героя Советского Союза с вручением ордена Ленина и медали «Золотая Звезда» (№ 1284).
После войны Ф. Т. Антонов продолжал службу в армии. С 1955 года майор Антонов Ф. Т. — в запасе.
Жил в городе Люберцы Московской области и до ухода на пенсию работал на заводе сельскохозяйственного машиностроения. Умер 22 апреля 1988 года.

## Награды
- Медаль «Золотая Звезда» Героя Советского Союза (№ 1284)
- Орден Ленина
- Орден Отечественной войны I степени
- Три ордена Красной Звезды
- Орден «Знак Почёта»
- Медали, в том числе:
  - Медаль «За победу над Германией в Великой Отечественной войне 1941—1945 гг.»
  - Юбилейная медаль «Двадцать лет Победы в Великой Отечественной войне 1941—1945 гг.»
  - Юбилейная медаль «Тридцать лет Победы в Великой Отечественной войне 1941—1945 гг.»
  - Юбилейная медаль «Сорок лет Победы в Великой Отечественной войне 1941—1945 гг.»

## Память
- Похоронен на Старом Люберецком кладбище.